# Ogdoconta gamura
Ogdoconta gamura är en fjärilsart som beskrevs av William Schaus 1921. Ogdoconta gamura ingår i släktet Ogdoconta och familjen nattflyn. Inga underarter finns listade i Catalogue of Life.